# 30 август
30 август е 242-рият ден в годината според григорианския календар (243-ти през високосна). Остават 123 дни до края на годината.

## Събития
- 1040 г. – България под Византийско владичество: Избухва въстанието на Петър Делян.
- 1721 г. – С подписването на Нищадския мирен договор между Русия и Швеция завършва Северната война.
- 1787 г. – Кралят на Франция Луи XVI разпуска парламента.
- 1881 г. – В София са раздадени първите бойни знамена на части на Българската армия.
- 1907 г. – В София е открит Паметникът на Цар Освободител.
- 1914 г. – Първата световна война: Германски военни самолети започват бомбардировки на Париж.
- 1924 г. – В София е осветен православния Храм-паметник Свети Александър Невски.
- 1933 г. – Създадена е френската авиокомпания Ер Франс.
- 1945 г. – Британските сили освобождават Хонконг от японска окупация.
- 1952 г. – Осъществен е първият полет на британски бомбардировач Авро Вулкан, използван от Кралските военновъздушни сили в периода от 1953 до 1984 година.
- 1956 г. – България установява дипломатически отношения с Тунис.
- 1963 г. – Влиза в употреба гореща линия между президентите на СССР и САЩ.
- 1973 г. – В Кения е забранен ловът на слонове.
- 1974 г. – Експресът Белград-Дортмунд дерайлира в Загреб, при което загиват 153 пътника.
- 1983 г. – Полет 5463 на „Аерофлот“ се разбива в планината Долан, докато приближава международното летище в Алмати в днешен Казахстан и убива всички 90 души на борда.
- 1984 г. – При бомбен атентат на жп гара в Пловдив загива една жена, а 42-ма души са ранени.
- 1987 г. – Стефка Костадинова поставя световен рекорд в скока на височина – 209 см.
- 1991 г. – Азербайджан обявява независимостта си от СССР.
- 1992 г. – Състои се историческата пресконференция на президента на България Жельо Желев, известна като „Боянски ливади“, на която той критикува правителството на Филип Димитров.
- 1995 г. – НАТО стартира Операция „Преднамерена сила“ срещу армията на Република Сръбска, която заплашва да атакува обозначените от ООН „безопасни зони“ в Босна и Херцеговина.
- 1999 г. – В Източен Тимор се провежда референдум, в който огромното мнозинство подкрепя обявяването на независимост от Индонезия (което е постигнато едва на 20 май 2002 г.).
- 2021 г. – Последните американски войски се оттеглят от Афганистан, с което се слага край на войната там.

## Родени
- 1401 г. – Георгий Сфранцес, византийски историк и Велик логотет († след 1478 г.)
- 1705 г. – Дейвид Хартли, британски мислител († 1757 г.)
- 1748 г. – Жак-Луи Давид, френски художник († 1825 г.)
- 1794 г. – Стивън У. Киърни, американски военачалник († 1848 г.)
- 1797 г. – Мери Шели, английска писателка († 1851 г.)
- 1842 г. – Александра Александровна, руска княгиня († 1849 г.)
- 1844 г. – Фридрих Рацел, германски географ († 1904 г.)
- 1852 г. – Якоб Вант Хоф, холандски химик, Нобелов лауреат през 1901 г.) († 1911 г.)
- 1860 г. – Исак Левитан, руски художник († 1900 г.)
- 1861 г. – Чарлс Хемлин, американски юрист († 1938 г.)
- 1870 г. – Александра Георгиевна, велика руска княгиня († 1891 г.)
- 1871 г. – Ърнест Ръдърфорд, британски физик, Нобелов лауреат през 1908 г. († 1937 г.)
- 1884 г. – Теодор Сведберг, шведски физикохимик, Нобелов лауреат през 1926 г. († 1971 г.)
- 1892 г. – Любомир Весов, български поет († 1922 г.)
- 1898 г. – Цола Драгойчева, български политик († 1993 г.)
- 1898 г. – Шърли Бут, американска актриса († 1992 г.)
- 1899 г. – Цоню Дамянов, български юрист († ? г.)
- 1901 г. – Вилхелм Сабо, австрийски писател († 1986 г.)
- 1905 г. – Александър Запорожец, руски психолог († 1981 г.)
- 1908 г. – Фред Макмъри, американски актьор († 1991 г.)
- 1912 г. – Едуард Пърсел, американски физик, Нобелов лауреат през 1952 г. († 1997 г.)
- 1913 г. – Ричард Стоун, британски икономист, Нобелов лауреат през 1984 г. († 1991 г.)
- 1927 г. – Найден Вълчев, български писател
- 1929 г. – Цветан Бончев, български физик († 1995 г.)
- 1930 г. – Стоян Цветков, български професор († 2007 г.)
- 1930 г. – Уорън Бъфет, американски инвеститор
- 1931 г. – Джак Суиджърт, американски астронавт († 1982 г.)
- 1932 г. – Данко Димитров, български писател
- 1934 г. – Анатолий Солоницин, руски актьор († 1982 г.)
- 1947 г. – Михаил Йончев, български поп-певец, носител на две награди от фестивала „Златният Орфей“
- 1948 г. – Виктор Скумин, руски учен
- 1954 г. – Александър Лукашенко, първи президент на Беларус
- 1958 г. – Анна Политковская, руска журналистка († 2006 г.)
- 1959 г. – Димитър Цонев, български журналист († 2016 г.)
- 1960 г. – Хасан Насрала, шиитски духовен водач
- 1963 г. – Марк Стронг, британски актьор
- 1972 г. – Камерън Диас, американска актриса
- 1972 г. – Павел Недвед, чешки футболист
- 1973 г. – Кимбърли Джоузеф, австралийска актриса
- 1977 г. – Норкис Батиста, венецуелска актриса
- 1977 г. – Огнян Огнянов, български футболист
- 1978 г. – Светослав Тодоров, български футболист
- 1979 г. – Хуан Игнасио Чела, аржентински тенисист
- 1980 г. – Боян Ковачев, български актьор
- 1980 г. – Дарин Ангелов, български актьор
- 1980 г. – Деян Ангелов, български актьор
- 1980 г. – Ейнджъл Коулби, английска актриса
- 1982 г. – Анди Родик, американски тенисист
- 1989 г. – Юмико Ашикава, японски певец

## Починали
- 526 г. – Теодорих Велики, крал на остготите (* 451 г.)
- 1181 г. – Александър III, римски папа (* ок. 1100 г.)
- 1483 г. – Луи XI, крал на Франция (* 1423 г.)
- 1723 г. – Антони ван Льовенхук, холандски учен (* 1632 г.)
- 1751 г. – Кристофер Полхем, шведски учен (* 1661 г.)
- 1831 г. – Луиза Сакс-Гота-Алтенбургска, херцогиня на Сакс-Кобург и Гота (* 1800 г.)
- 1856 г. – Джон Рос, британски мореплавател (* 1777 г.)
- 1869 г. – Пьотр Ершов, руски писател (* 1815 г.)
- 1875 г. – Фьодор Бруни, руски художник (* 1799 г.)
- 1916 г. – Константин Жостов, български генерал (* 1867 г.)
- 1925 г. – Кирил Глигоров, български революционер (* 1903 г.)
- 1928 г. – Франц фон Щук, германски художник (* 1863 г.)
- 1928 г. – Вилхелм Вин, германски физик, Нобелов лауреат (* 1864 г.)
- 1929 г. – Иво Войнович, хърватски драматург (* 1857 г.)
- 1930 г. – Хенри Туреман Алън, американски изследовател (* 1859 г.)
- 1935 г. – Анри Барбюс, френски писател (* 1873 г.)
- 1938 г. – Макс Фактор, американски предприемач (* 1877 г.)
- 1940 г. – Джоузеф Джон Томсън, английски физик, Нобелов лауреат (* 1856 г.)
- 1960 г. – Петър Райчев, български оперен певец (* 1887 г.)
- 1966 г. – Лили Рубичек-Пелер, австро-американски педагог (* 1898 г.)
- 1976 г. – Иван Болдин, съветски военачалник (* 1892 г.)
- 1976 г. – Пьотър Кошевой, съветски маршал (* 1904 г.)
- 1982 г. – Емил Манов, български писател (* 1919 г.)
- 1984 г. – Савако Арийоши, японска писателка (* 1931 г.)
- 1994 г. – Линдзи Андерсън, английски режисьор (* 1923 г.)
- 1995 г. – Лев Полугаевски, руски шахматист (* 1934 г.)
- 2003 г. – Чарлз Бронсън, американски актьор (* 1921 г.)
- 2004 г. – Фред Уипъл, американски астроном (* 1906 г.)
- 2006 г. – Нагиб Махфуз, египетски писател, Нобелов лауреат през 1988 г. (* 1911 г.)
- 2013 г. – Шеймъс Хийни, ирландски поет, носител на Нобелова награда (* 1939 г.)
- 2022 г. – Михаил Горбачов, президент на СССР и Нобелов лауреат (* 1931 г.)

## Празници
- Международен ден на безследно изчезналите от насилия
- Афганистан – Ден на детето
- България – Ден на Св. Александър, Йоан и Павел, патриарси Константинополски. Имен ден в България празнуват всички, носещи името Александър, Александра и производните им. На 23 ноември в Русия честват Александър Невски.
- Източен Тимор – Ден на народното допитване (по повод на референдума в полза на независимостта от Индонезия, 1999 г.)
- Казахстан – Ден на Конституцията
- Перу – Ден на Света Роза от Лима
- Татарстан – Ден на суверенитета (от СССР, обявена независимост през 1990 г., непризната спрямо Руска федерация на референдум през 1992 г., има статут на автономия, национален празник)
- Търкс и Кайкос – Ден на Конституцията
- Турция – Ден на победата (по повод победата на турската армия в Гръцко-турската война, 1919-1922 г.)